# Horbaniwka (obwód połtawski)
Horbaniwka (ukr. Горбанівка) – wieś na Ukrainie, w obwodzie połtawskim, w rejonie połtawskim, w hromadzie Szczerbani. W 2001 liczyła 803 mieszkańców.